# 老上村
老上村（おいかみむら）は、滋賀県栗太郡にあった村。現在の草津市の南西端、琵琶湖の沿岸から東海道本線（琵琶湖線）・南草津駅の周辺、名神高速道路・新名神高速道路の草津ジャンクション、新名神高速道路の草津田上インターチェンジにかけての細長い地域にあたる。

## 地理
- 湖沼：琵琶湖
- 河川：草津川、十禅寺川、狼川、培坂川、猿川

## 歴史
- 1889年（明治22年）4月1日 - 町村制の施行により、野路村・南笠村・新浜村・矢橋村・橋岡村の区域をもって発足。
- 1954年（昭和29年）10月15日 - 草津町・志津村・山田村・笠縫村・常盤村と合併して草津市が発足。同日老上村廃止。

## 交通

### 鉄道路線
村域を日本国有鉄道の東海道本線が通過したが、駅は所在しなかった。現在は旧村域に南草津駅が所在するが、当時は未開業。

### 道路
- 国道1号

現在は旧村域に名神高速道路・新名神高速道路の草津ジャンクション、名神高速道路の草津パーキングエリア（下り線）、新名神高速道路の草津田上インターチェンジが所在するが、当時は未開通。